# Кубышка японская
Кубы́шка япо́нская (лат. Núphar japónica) — многолетнее водное травянистое растение; вид рода Кубышка.

## Ботаническое описание

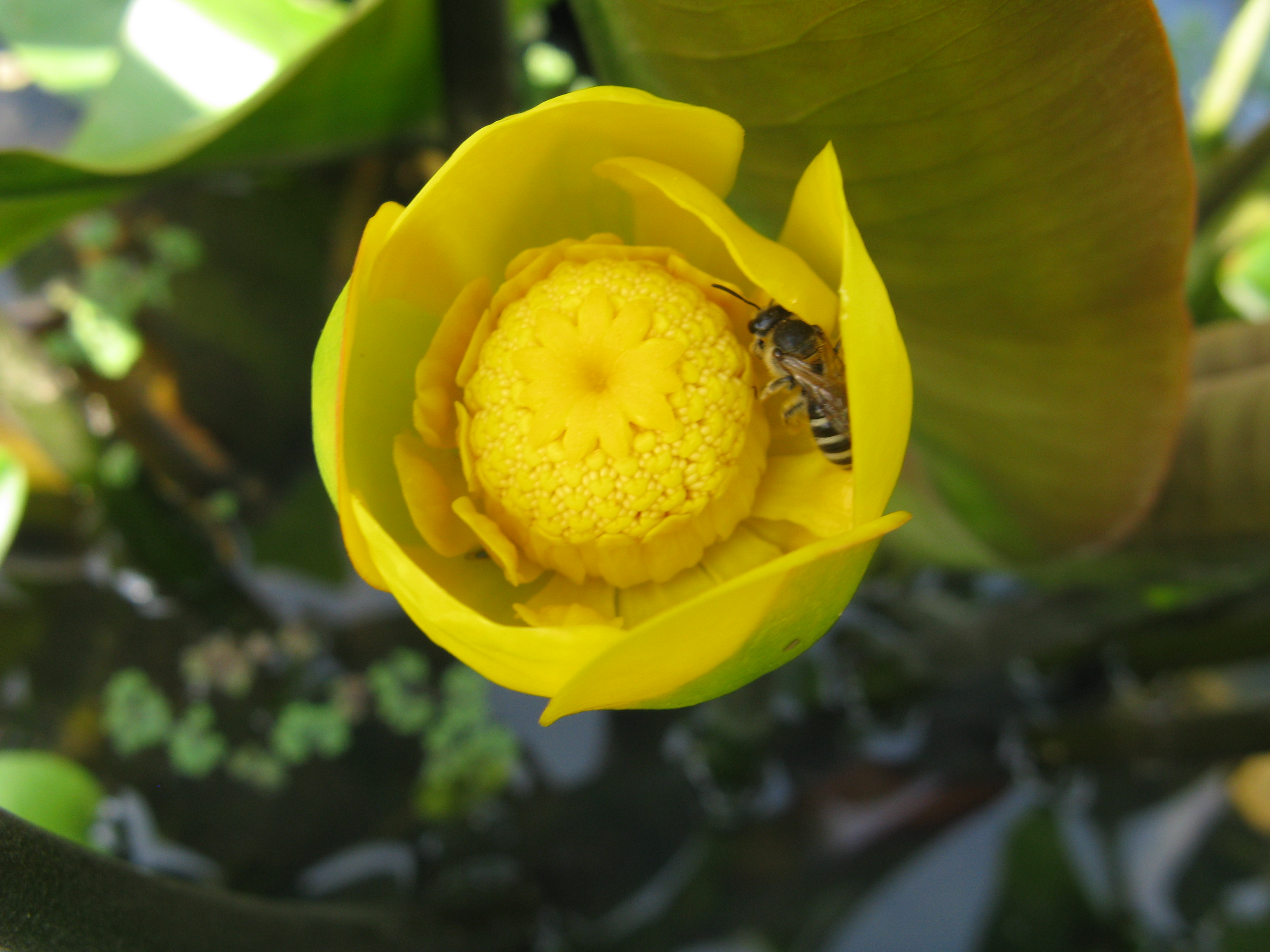
Цветок

Корневище кубышки японской длинное ползучее, в диаметре может достигать 4,5 см.
Имеет листья трёх типов: нижние, или подводные, (прикорневые) листья, верхние плавающие листья, верхние воздушные листья. Нижние листья сидят на черешках длиной 11—39 см, листовая пластинка гофрированная со светло-зелёными почти прозрачными краями, иногда на верхушке с выемкой. Верхние плавающие листья обладают черешками около 70 см длиной. Пластинка листа плотная, кожистая, тёмно-зелёная, имеет длину 17—28 см и ширину 12—15 см, на верхушке удлинённая и закруглённая. Верхние воздушные листья имеют пластинку тёмно-зелёного цвета, расположенную горизонтально и возвышающуюся на 7—24 см над поверхностью воды. В верхней части листовая пластинка удлинённая и закруглённая с двух сторон.
Цветки обычно жёлтые, однако существует форма кубышки японской с красновато-коричневыми листьями и красными цветками. Цветки 3—5 см в диаметре, на длинных (до 80 см) цветоножках. Чашелистиков пять, с обеих сторон жёлтых, до 2,5 см длиной и 1,5—2 см шириной. Лепестков 13—14, овальных, узких, 0,6 см длиной и 0,2—0,3 см шириной. Тычинок много (от 90 до 97); пыльники составляют более половины длины тычинки. Завязь состоит из 10—15 выемчатых по краю плодолистиков.
Соплодие согнутое.

## Распространение
Произрастает на глубине до 1,5 м в старицах рек и мелководных озёрах. Размножается семенами и вегетативно (корневищами).
Распространено в Восточной Азии — на Корейском полуострове и в Японии (острова Хоккайдо, Хонсю, Кюсю, Сикоку). Встречается на российском Дальнем Востоке, где проходит северная граница её ареала: в низовье реки Кия, близ посёлка Переяславка района имени Лазо Хабаровского края, где достоверно известен из двух местонахождений, отделённых друг от друга расстоянием в 1,5 км. Приводится для Сахалина, но эти данные нуждаются в уточнении.

## Значение и применение
Кубышка японская нашла широкое применение в китайской медицине — её корневища и семена в виде отвара или настоя употребляют как кровоостанавливающее средство, при гинекологических заболеваниях, как тонизирующее при неврастении, как укрепляющее желудок и кровоочистительное.
В Японии растение используется как пищевое для приготовления салатов и суррогата чая.
Кубышка японская содержит алкалоиды: нуфаридин, 1-дезоксинуфаридин, нуфарамин, метиловый и этиловый эфиры нуфарамина.
В плодах обнаружены алкалоиды (до 0,06 %) нуфарин, бета-нуфаридин, дезоксинуфаридин; в корневищах — стероидситостерин, алкалоиды (нуфарамин, дезоксинуфаридин, ангидронуфарамин), эллаговая кислота, высшие жирные кислоты (пальмитиновая, олеиновая).
Растение иногда используют в качестве солитера, высаживаемого на среднем или заднем планах аквариума. Кубышку японскую выращивают также в оранжерейных и приусадебных прудах.
Кубышка довольно легко переносит жёсткую воду. При небольшом недостатке света и питательных веществ растение образует плотную розетку из светло-зелёных широких волнистых листьев высотой 25—35 см. Наиболее благоприятная обстановка для кубышки японской — богатый гумусом грунт, яркое освещение, температура от 18 до 22 °С.

## Синонимы
- Nuphar japonica var. crenata Casp., Ann. Mus. Bot. Lugduno-Batavi 2:254, t. 8. 1866.
- Nuphar japonica var. subintegerrima Casp., Ann. Mus. Bot. Lugduno-Batavi 2:254, t. 8. 1866.
- Nuphar subintegerina Miki, Bot. Mag. (Tokyo) 1934, xlviii. 334, sphalm.
- Nuphar subintegerrimum (Casp.) Makino, Bot. Mag. (Tokyo) 24:141. 1910.
- Nymphaea japonica (DC.) G.Lawson, P.Roc. & Trans. Roy. Soc. Canada 6:120. 1888
- Nymphaea japonica (DC.) Kuntze, Revis. Gen. Pl. (1891) 12. nom. illeg.
- Nymphaea lutea Thunb., Fl. Jap. (Thunberg) 223. 1784, nom. illeg.
- Nymphozanthus japonicus (DC.) Fernald, Rhodora 21:187. 1919.
- Nymphozanthus subintegerrimus (Casp.) Fernald, Rhodora 21:187. 1919.